# Glaucocharis infundella
Glaucocharis infundella là một loài bướm đêm trong họ Crambidae.